# موسى العوضي (لاعب)
موسى العوضي (مواليد عمّان 20 تموز 1985)، هو لاعب كرة سلة أردني محترف. يلعب حاليا لصالح نادي الجبيهة (نادي كرة سلة) من الدوري الأردني الممتاز لكرة السلة. كما أنه عضو في المنتخب الأردني لكرة السلة.

## مسيرته
خاض العوضي مع المنتخب الأردني «بطولة أمم آسيا لكرة السلة» عام 2007 و 2009. في عام 2009، لعب العوضي دورا كبيرا في حصول المنتخب الأردني على المركز الثالث وبمعدل 4.8 نقاط في المباراة الواحدة. كان حصول الأردن على المركز الثالث في البطولة يعني أن الأردن تأهل لبطولة العالم لكرة السلة ولأول مرة على الإطلاق.